# André Antoine (polityk)
André Antoine (ur. 3 lutego 1960 w Leuven) – belgijski i waloński polityk, prawnik oraz samorządowiec, działacz Centrum Demokratyczno-Humanistycznego, parlamentarzysta, wicepremier, a w 2005 p.o. premiera Walonii.

## Życiorys
Ukończył w 1983 studia prawnicze na Université catholique de Louvain. Zaangażował się w działalność polityczną w ramach Partii Społeczno-Chrześcijańskiej, w 2002 przemianowanej na Centrum Demokratyczno-Humanistyczne. Pracował w gabinecie ministra Philippe'a Maystadta, przy audycjach radiowych w Radio Coquelicot, a także jako doradca polityczny swojego ugrupowania. W latach 1985–1991 sprawował mandat posła do Izby Reprezentantów, jednocześnie zasiadał w radzie regionalnej Walonii. Był radnym miejskim w Ramillies (1989–1993), a także radnym prowincji (1991–1995). Od 1995 wybierany do rady miejskiej w Perwez, od 2001 powoływany na burmistrza tej miejscowości. W pierwszej połowie lat 90. został szefem gabinetu politycznego Michela Lebruna, ministra wspólnoty francuskiej.
W 1995 został jednym z posłów nowo powołanego regionalnego parlamentu Walonii. Zasiadał w nim do 2004, od 1999 przewodnicząc frakcji poselskiej swojej partii. W 1999 został wiceprzewodniczącym walońskich chadeków. Mandat deputowanego uzyskiwał także w 2004 i 2009, wchodząc wówczas w skład regionalnego gabinetu. W latach 2004–2014 był wicepremierem i ministrem w rządzie Regionu Walońskiego, a w latach 2009–2014 równocześnie członkiem rządu wspólnoty francuskiej. Na przełomie września i października 2005 tymczasowo wykonywał obowiązki premiera Walonii. Po wyborach regionalnych w 2014 powierzono mu stanowisko przewodniczącego walońskiego parlamentu. Kierował nim do 2019, pozostając deputowanym również w kolejnej kadencji. W tym samym roku powołany w skład Senatu.

## Odznaczenia
- Wielki Oficer Orderu Leopolda (2020)[5]